# Katsuhiro Nakayama
Katsuhiro Nakayama (jap. 中山 克広, Nakayama Katsuhiro; * 17. Juli 1996 in Yokohama, Präfektur Kanagawa) ist ein japanischer Fußballspieler. 

## Karriere
Katsuhiro Nakayama erlernte das Fußballspielen in der Jugendmannschaft vom Yokohama FC, der Schulmannschaft der Azabu University High School sowie der Universitätsmannschaft der Senshū-Universität. Seinen ersten Profivertrag unterschrieb er 2019 bei seinem Jugendverein Yokohama FC. Der Verein aus Yokohama spielte in der zweiten Liga des Landes, der J2 League. Ende 2019 wurde er mit Yokohama Vizemeister und stieg in die erste Liga auf. Nach zwei Jahren und insgesamt 48 Erst- und Zweitligaspielen wechselte er im Januar 2021 zum Ligakonkurrenten Shimizu S-Pulse. Am Ende der Saison 2022 musste er mit dem Verein als Tabellenvorletzter in die zweite Liga absteigen. Nach insgesamt 86 Ligaspielen, in denen er zwölf Treffer erzielte, wechselte er im Januar 2024 zum Erstligisten Nagoya Grampus. Am 2. November 2024 stand er mit Nagoya im Finale des J. League Cup. Das Finale gegen Albirex Niigata gewann man im Elfmeterschießen.

## Erfolge
Yokohama FC
- Japanischer Zweitligavizemeister: 2019  ▲

Nagoya Grampus
- Japanischer Ligapokalsieger: 2024